# Дитрих (Пяст)
Дитрих (Дитрик, пол. Dytryk; род. после 992 — ум. после 1032) — фактический или титулярный удельный князь из династии Пястов.
Дитрих был сыном одного из единокровных братьев Болеслава Храброго — Мешко Мешковича или Лямберта Мешковича — кого именно неизвестно. Наименее вероятным отцом Дитриха является Святополк Мешкович, который умер до 25 мая 992 года. Имя получил, возможно, в честь прадедушки, отца своей бабушки — Оды — Дитриха фон Гальденслебен.
О его жизни до 1032 года сказать ничего нельзя из-за недостатка источников. В этом же 1032 году на Мерзебургском съезде немецкий император Священной Римской империи Конрад II назначил ему удел в государстве польском. Получил он его и правил или нет — это также неизвестно. Если допустить, что его власть была фактической, то только до 1033 года, когда после смерти Отто Болеславовича Мешко II снова удалось объединить страну. Однако правление и изгнание или смерть Дитриха — это только одна из гипотез, другие считают его претензии полностью необоснованными.